# Piotr Doubrovski
Pour les articles homonymes, voir Doubrovski.

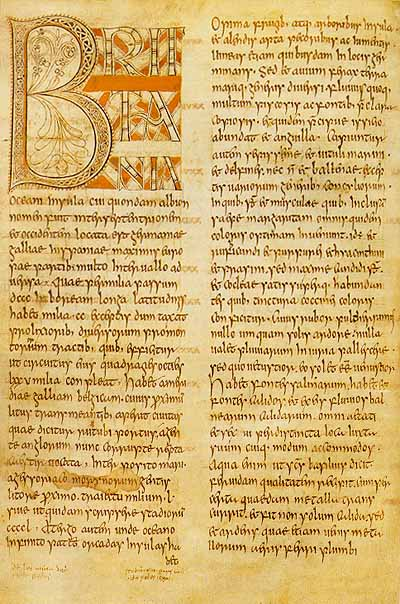
Folio 3v° du Bède de Saint-Pétersbourg.

Piotr Petrovitch Doubrovski (en russe : Пётр Петрович Дубровский ; né en janvier 1754 à Kiev, mort le 9 janvier 1816 à Saint-Pétersbourg), est un diplomate russe qui fut en poste à Paris pendant la Révolution française. À ce titre, il put acquérir un grand nombre de manuscrits du Moyen Âge issus, entre autres, de la dispersion des biens de l’abbaye de Saint-Germain-des-Prés, vendue comme Bien National. Ces manuscrits forment aujourd'hui un fonds important de la Bibliothèque nationale russe.

## Biographie

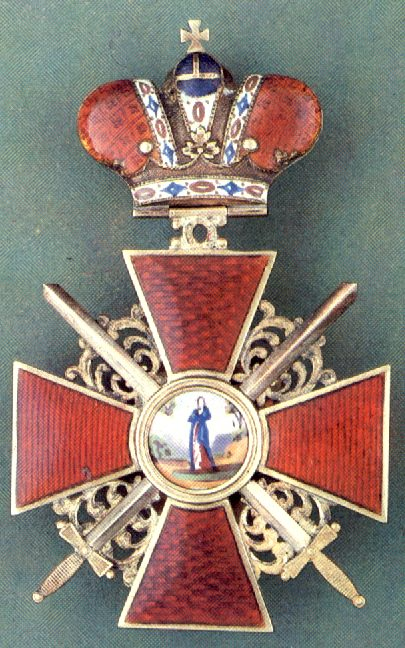
L'ordre de Sainte-Anne de 2e classe

Doubrovski termina ses études à l’Université de Kiev en 1772. L'année suivante il trouvait un emploi de copiste auprès du Synode. De 1780 à 1805, il travailla au Bureau des Affaires Étrangères en tant que prêtre de l'église de l'ambassade de Russie à Paris, tout en exerçant les fonctions de traducteur pour les ambassades de France et de Hollande.
À la faveur de la Révolution française, il parvint à acquérir plusieurs manuscrits et documents rares, qui avaient été saisis lors de la mise à sac des bibliothèques de particuliers : en effet, si dans un premier temps les autorités révolutionnaires les avaient mises en dépôt à la Bastille, dans l'ancienne abbaye de Saint-Germain-des-Prés et dans la bibliothèque de l’abbaye de Corbie, ils n'y étaient guère en sécurité car par la suite les Sans-culottes pillèrent couvents et châteaux.
En février 1800, Doubrovski rentrait à Saint-Pétersbourg avec une collection de 400 manuscrits européens médiévaux, de miniatures et d’incunables. Par divers expédients, il était parvenu aussi à entrer en possession de quelque 94 manuscrits du Proche-Orient (en grec ancien, persan, arabe, hébreu et 11 autres langues), et environ 50 manuscrits en slavon. En Angleterre, on fit à Doubrovski des offres considérables pour sa collection, mais il répondait qu'il ne négocierait pas avec des étrangers, préférant que ses livres reviennent à la Russie.
Cette collection comportait des livres en écriture runique (aujourd'hui perdus) de la collection de la reine Anne de Kiev, femme du roi de France Henri Ier et les Historiæ de Bède, un manuscrit insulaire du VIIIe siècle des Historia ecclesiastica gentis Anglorum, chronique des Angles composée par le moine irlandais Bède le Vénérable.
Au départ, il semble que l'offre de Doubrovski à la cour impériale de Russie se soit heurtée à un refus. Cela expliquerait qu'il ait demandé en 1805 à son ami Alexandre Soulkadziev d'insérer un faux autographe d’Anne de Kiev dans l'un des manuscrits en cyrillique de la collection : comme cette souveraine avait épousé au XIe siècle Henri Ier de France, cela permettait à Doubrovski de justifier la présence de manuscrits français  à côté de manuscrits en écriture cyrillique, et de prétendre qu'ils provenaient de la bibliothèque d’Anne de Kiev.Alexandre Ier de Russie, désormais convaincu, accepta alors la donation ; ce n'est qu'à une date récente que le livre revêtu de la signature d’Anne de Kiev a été identifié comme un manuscrit serbe du XIVe siècle.
Le fonds Doubrovski forma ainsi le noyau du département des manuscrits de la Bibliothèque Impériale de Russie. Doubrovsky, décoré de l’Ordre de Sainte-Anne de deuxième classe, en devint le premier conservateur. Il put alors se consacrer à l'inventaire détaillé de la collection ; malheureusement, une bonne partie de cet inventaire a été perdue depuis. Il donna également une description détaillée de 11 000 manuscrits envoyés par la Bibliothèque Załuski après le second Partage de la Pologne et l’Insurrection de Kościuszko.
Doubrovski fut démis de son poste le 5 avril 1812. Il commenta ainsi son éviction : « La vie est brève, et toutes les positions avec les bienfaits qui y sont attachés ont une fin ; mais les choses de l'esprit sont éternelles. »
À sa mort, on ne trouva rien de valeur chez lui : il avait emporté dans la tombe le secret des livres runiques perdus. Selon le journaliste Graham Stewart, « il faut être reconnaissant envers Douvbrovsky d’avoir enrichi non seulement la Russie, mais le Monde, en sauvant tant de manuscrits d'une possible destruction. »